# Degerberg
Degerberg är en kulle i Åland (Finland). Den ligger i den västra delen av landskapet, 21 km väster om huvudstaden Mariehamn. Toppen på Degerberg är 43 meter över havet, eller 14 meter över den omgivande terrängen. Bredden vid basen är 0,89 km. Degerberg ligger på ön Eckerö.
Terrängen runt Degerberg är platt. Havet är nära Degerberg åt sydväst. Trakten är glest befolkad. Närmaste större samhälle är Hammarland, 11,1 km nordost om Degerberg. 
I omgivningarna runt Degerberg växer i huvudsak barrskog.